# Год пролетарской революции
«Год пролетарской революции»  — петроградская газета, выпущенная объединённой редакцией «Правды», «Северной коммуны», «Красной газеты»,  «Вооруженного народа», Коллегией Петербургского бюро Российского телеграфного агентства и Комитета союза советских журналистов в ноябре 1918 года. Весь комплект газеты оцифрован Российской национальной библиотекой.

## История
Всего было выпущено три номера (от 7, 8 и 9 ноября 1918 года). Кроме подробного описания празднования первой годовщины Октябрьской революции в Петрограде и Москве, в номере 2 от 8 ноября был впервые опубликован полный список переименованных петроградских улиц. Фактические, новые названия получили практически все главные городские проспекты, мосты и площади:
- Английская набережная — набережная Красного флота.
- Суворовский проспект — Советский проспект.
- Михайловская улица — улица Лассаля.
- Троицкая площадь — площадь Коммунаров или 13 июля.
- Дворцовая площадь — площадь Урицкого.
- Лафонская площадь — площадь Диктатуры.
- Невский проспект — проспект 25-го Октября.
- Арка Главного штаба — Арка Красной армии.
- Адмиралтейский проспект — проспект Рошаля.
- Александровский сад — сад Трудящихся.
- Конногвардейский бульвар — бульвар Профессиональных союзов.
- Благовещенская площадь — площадь Труда.
- Троицкий мост — мост Равенства.
- Марсово поле — площадь Жертв революции.
- Знаменская площадь — площадь Восстания.
- Владимирский проспект — проспект Нахимова.
- Николаевская улица — улица Марата.
- Николаевский мост — мост лейтенанта Шмидта (в наши дни Благовещенский мост)
- Дворцовый мост — Республиканский мост.
- Офицерская улица — улица Декабристов.
- Миллионная улица — улица Халтурина.
- Большая дворянская улица — 1-я улица деревенской бедноты. (в наши дни улица Куйбышева)
- Малая дворянская улица — 2-я улица деревенской бедноты. (в наши дни Мичуринская улица)
- 15-я линия Васильевского острова — улица Веры Слуцкой.
- Большая Конюшенная улица — улица Желябова.
- Малая Конюшенная улица — улица Перовской.
- Полицейский мост — Народный мост (в наши дни Зелёный мост)
- Гагаринская улица — улица Герцена
- Английский проспект — проспект Маклина.
- Французская набережная — набережная Жореса.
- Шпалерная улица — улица Воинова.
- Ивановская улица — Социалистическая улица.
- Биржевой мост — мост Строителей.
- Кадетская линия — Съездовская улица.
- Опекунская улица — Самодеятельная улица.
- Архиерейская улица — улица Льва Толстого.
- Гороховая улица — Комиссаровская улица.
- Калашниковский проспект — проспект Бакунина
- Большой проспект Васильевского острова — проспект Фридриха Адлера.
- Большой проспект Петроградской стороны — проспект Карла Либкнехта.
- Каменноостровский проспект — улица Красных зорь.
- Ружейная улица — улица Мира.
- Таврическая улица — улица Слуцкого.
- Галерная улица — Красная улица.
- Литейный проспект — проспект Володарского.
- Дункин переулок — Крестьянский переулок.
- Герцогский переулок — Трудовой переулок.
- Мещанская улица — Гражданская улица.
- Екатерининская улица — улица Пролеткульта (в наши дни Малая Садовая улица
- Забалканский переулок — Международный проспект. (в наши дни Московский проспект)